# Киевское (Сумская область)
Ки́евское (укр. Київське; до 2023 года — Моско́вское) — село, Клишковский сельский совет, Шосткинский район, Сумская область, Украина.
Код КОАТУУ — 5925383003. Население по переписи 2001 года составляло 76 человек.

## Географическое положение
Село Киевское находится на правом берегу реки Эсмань, выше по течению на расстоянии в 2,5 км расположено село Гречкино, на противоположном берегу — Заречье.